# Ranko Despotović
Ranko Despotović, född 21 januari 1983 i Loznica i Jugoslavien (nuvarande Serbien), är en serbisk före detta fotbollsspelare med landslagsmeriter som i slutet spelade för Cádiz.